# 西樓角路

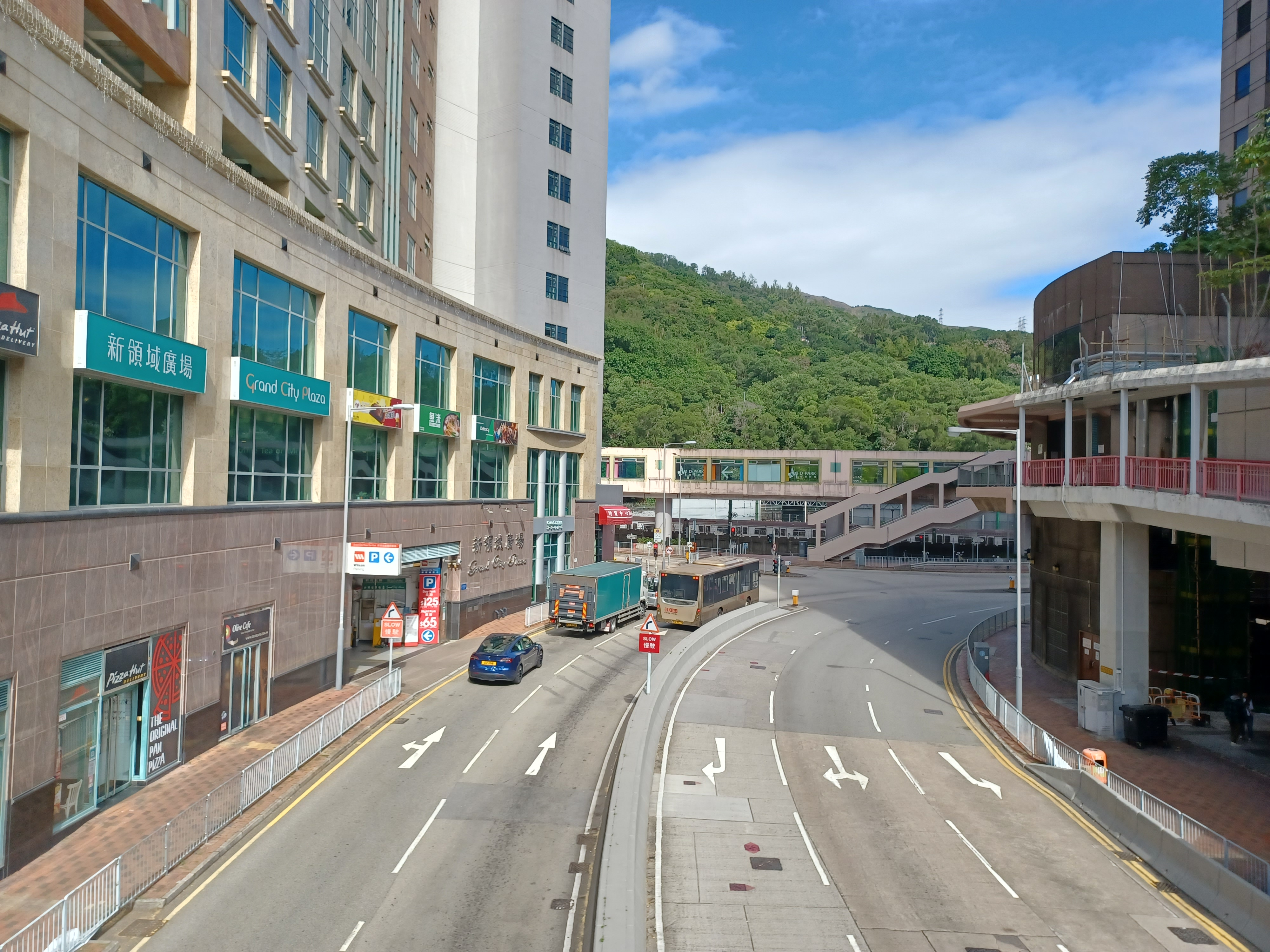
西樓角路，近青山公路－荃灣段

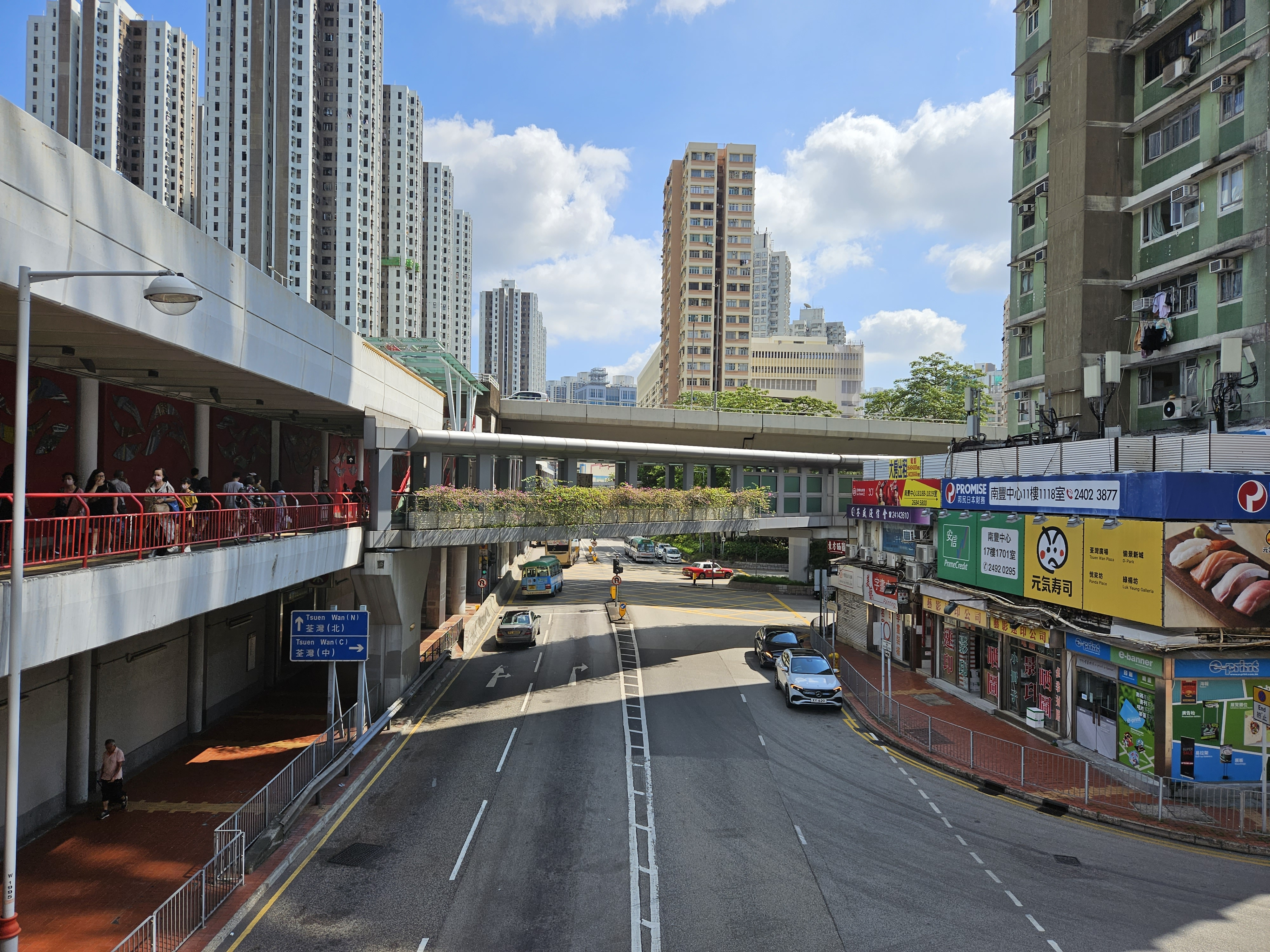
西樓角路，近大河道

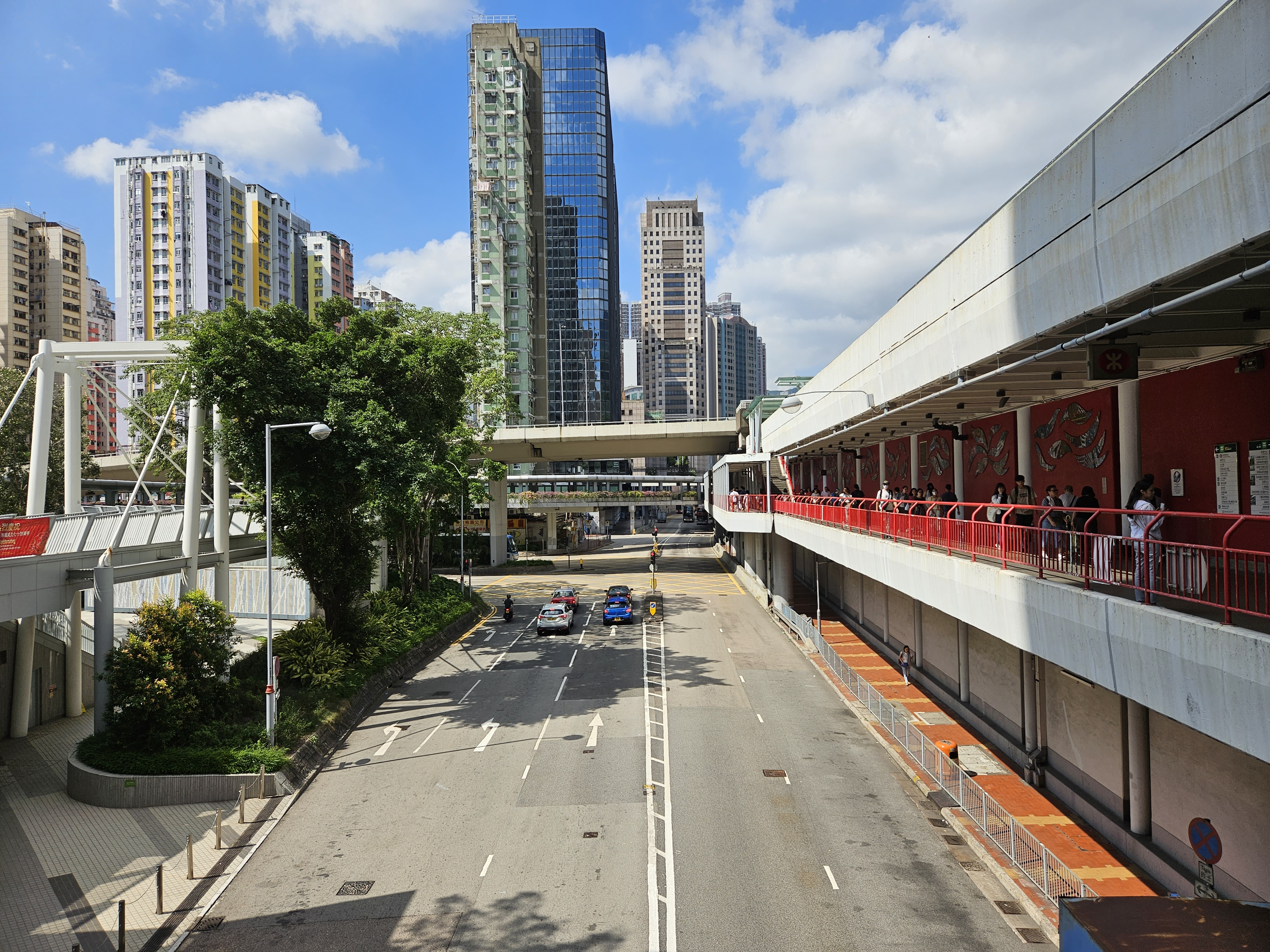
西樓角路，近西樓角花園（2023年）

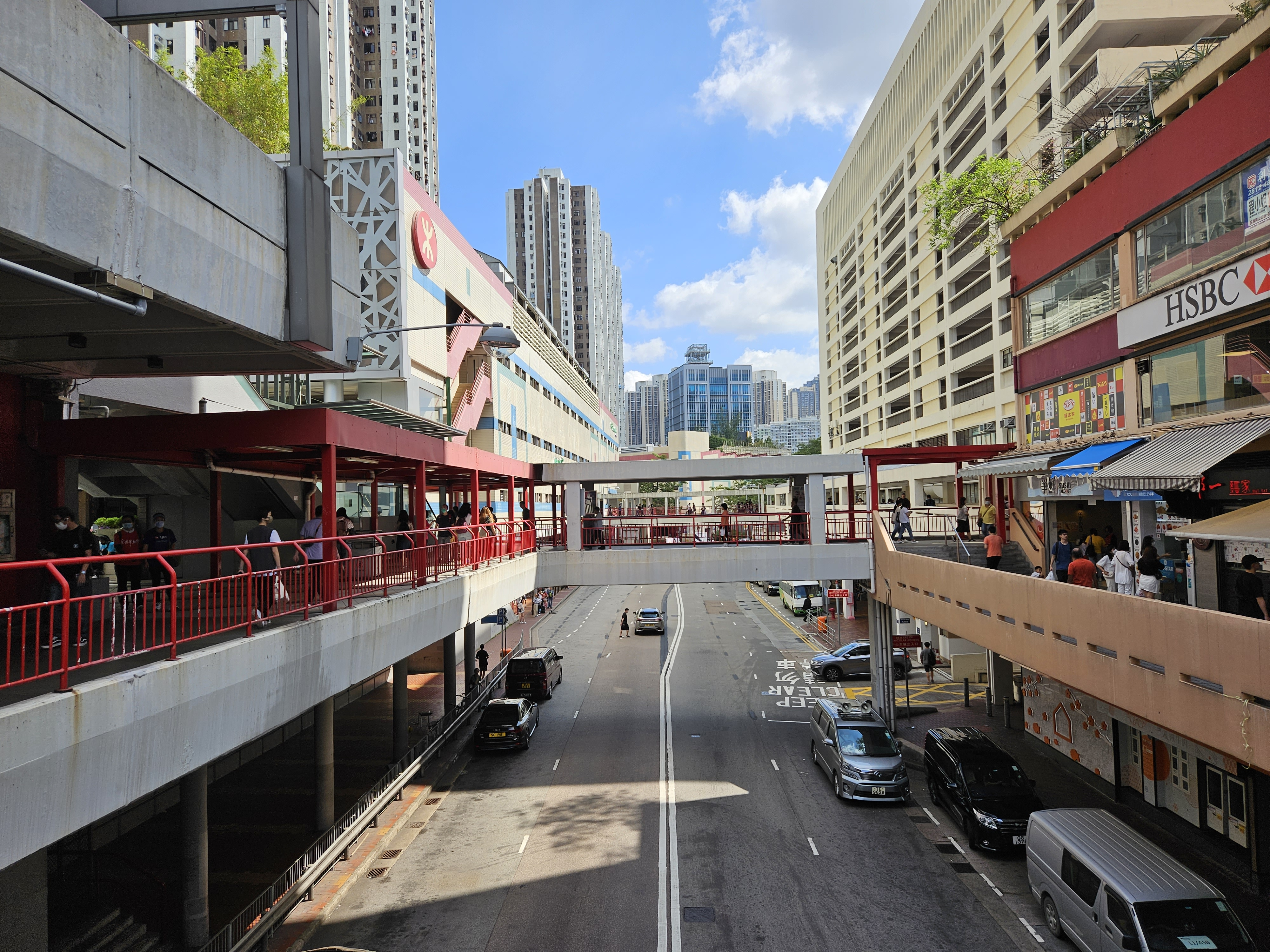
西樓角路，近富華中心

西樓角路（英語：Sai Lau Kok Road）是香港一條道路，為荃灣北部的主要幹道。西至青山公路－荃灣段；東至城門道。西樓角路以荃灣昔日一個村落西樓角村來命名。另此路亦是新界的士指定途經路線進出荃灣站。

## 鄰近

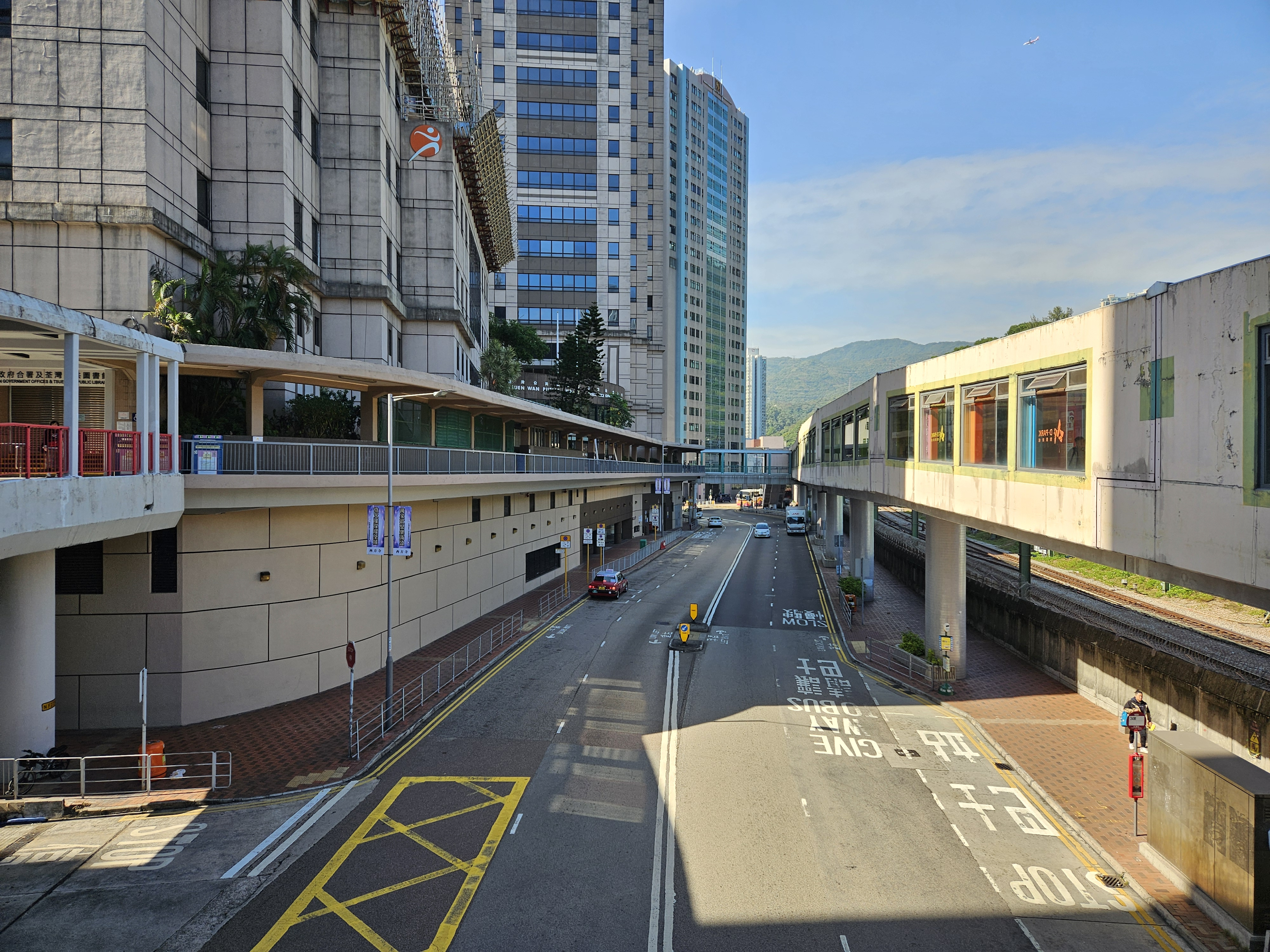
西樓角路，近荃灣政府合署

- 新領域廣場
- 時貿中心
- 美環街
- 大河道
- 荃灣政府合署
- 荃灣公共圖書館
- 荃灣站
- 西樓角花園
- 西樓角公共運輸交匯處
- 三棟屋博物館
- 綠楊新邨
- 綠楊坊
- 寶血會思源學校

## 交匯道路
- 青山公路－荃灣段
- 美環街
- 大河道
- 蕙荃路
- 城門道